# Исатаи
Исатаи (ок.1840 — ок.1890) — воин и проповедник из народа команчей, принадлежал к племени квахади.

## Биография
О ранней жизни Исатаи известно немного. Он родился приблизительно в 1840 году в племени квахади, одной из групп команчей. Повзрослев, Исатаи становится знахарем. В 1873 году он впервые начинает проповедовать среди команчей и получает известность как пророк. В том же году Исатаи предсказывает появление кометы и сильную засуху на юге Великих Равнин.
Проповеди Исатаи основывались на утверждениях, что сам Великий Дух наделил его сверхъестественными способностями. Среди них были дар исцелять больных, возвращать умерших людей к жизни, управлять погодой и другими природными явлениями. Он заявлял, что может останавливать пули белых людей, заставляя их бессильно падать наземь, и они не смогут причинить вреда индейцам.
В мае 1874 года Исатаи собрал большое количество команчей на Пляску Солнца. Он начал проповедовать войну на истребление белых, индейцам он обещал защиту от пуль американцев. Его проповеди привлекли и другие племена южных равнин, к команчам присоединились воины кайова и шайеннов. Первоначально индейские воины, собранные Исатаи, хотели напасть на тонкава, воины которых давно служили в армии США скаутами. Позднее Исатаи заявил, что главные виновники их бед — белые охотники, обосновавшиеся на севере Техаса и занимавшиеся истреблением бизонов.
27 июня 1874 года большой отряд индейских воинов совершил нападение на Эдоуб-Уоллс, старый торговый пост на Канейдиан-Ривер. Атаку возглавлял Куана Паркер, сам Исатаи обосновался на холме, примерно в миле от сборного пункта охотников.
Белые — 28 мужчин и 1 женщина — отбили атаки команчей, шайеннов и кайова. Они были вооружены новыми дальнобойными ружьями. Индейцы потеряли 15 человек убитыми, много воинов было ранено, среди последних был Куана Паркер.
Исатаи попытался снять вину с себя за поражение. Он заявил, что его магия ослабла из-за того, что воин шайеннов перед сражением убил скунса. В ответ Воины-Псы шайеннов попросту избили Исатаи, шаман был публично унижен. Из уважаемого и могущественного пророка он превратился в объект для насмешек.
Умер Исатаи примерно в 1890 году.